# Zandaqa
Zandaqa (arabisch زندقة) bezeichnet im Islam seit der frühen Abbasidenzeit eine bestimmte Form von Ketzerei. Ursprünglich war das Wort, das aus dem Mittelpersischen entlehnt wurde, eine Bezeichnung für iranische dualistische Religionen wie den Manichäismus und den Mazdakismus, wobei die einzelne Person, die einer dieser Religionen angehörte, Zindīq (Plural: zanādiqa) genannt wurde. Später wurden mit dem Begriff auch Vertreter anderer Lehren bezeichnet, die für ketzerisch gehalten wurden, so wie Muslime, die ihren Glauben nicht mit Überzeugung lebten. Eine Parallele zu dieser semantischen Entwicklung und Bedeutungserweiterung ist das deutsche Wort Ketzer, das ursprünglich eine Abwandlung der Selbstbezeichnung der dualistischen christlichen Sekte der Katharer war, dann aber unterschiedslos auf alle religiösen Abweichler angewendet wurde und schließlich zum allgemeinen deutschen Wort für religiöse Abweichler wurde.
In der frühen Abbasidenzeit unter den Kalifen al-Mahdī, al-Hādī und Hārūn ar-Raschīd wurden die Zindīqen von staatlicher Seite systematisch verfolgt und hingerichtet, und es gab das Amt des Zindīqen-Inquisitors (ṣāḥib al-zanādiqa). Gleichzeitig galt aber auch der Spott der Zindīqen gegenüber der Religion als ein Zeichen von Intelligenz und Witz, und viele arabische Dichter der Zeit standen im Ruf, Zindīqen zu sein. Das Urteil der islamischen Rechtsgelehrten gegenüber Zindīqen war zum Teil härter als gegenüber Apostaten. So waren viele der Auffassung, dass Zindīqen direkt getötet werden müssten, ohne dass man ihnen Gelegenheit zur Tauba gebe, weil sie ihren Unglauben verheimlichten.

## Wortherkunft

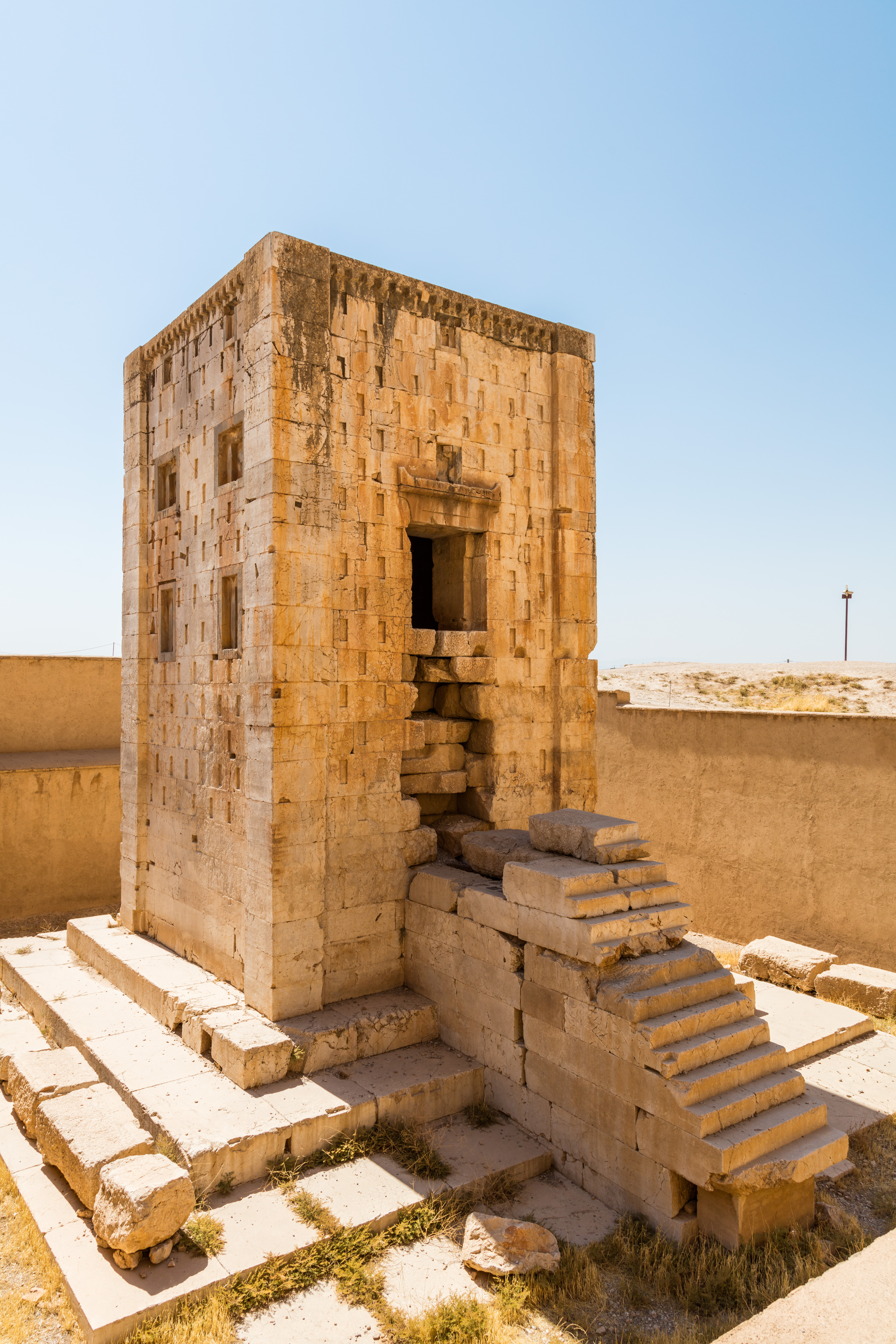
Die Kaʿbe-ye Zartuscht

Der erste Beleg für das Wort in irgendeiner Sprache findet sich in einer mittelpersischen Inschrift des zoroastrischen Hohepriesters Kartir an der sogenannten Kaʿbe-ye Zartuscht vom Ende des 3. Jahrhunderts n. Chr. Diese Inschrift stammt genau aus der Zeit, als der Sassaniden-Staat damit beschäftigt war, den Manichäismus zu bekämpfen. In dieser Inschrift wird der Erfolg des Verfassers bei der Unterdrückung verschiedener ausländischer Religionen und ihrer Anhänger gerühmt, darunter Juden, Buddhisten, Brahmanen, Christen und Zandyki. Im 5. Jahrhundert verwendeten die beiden armenischen Autoren Eznik von Kolb und Yeghishe Vardapet das Wort zandik zur Bezeichnung der Manichäer.
Nach al-Masʿūdī tauchte der Name zanādiqa erstmals zur Zeit von Mani auf und war eine Bezeichnung für diejenigen, die etwas in ihre Religion einführten, was im Widerspruch zu ihrem offenbarten Buch, nämlich dem Avesta, stand. Abgeleitet sei der Begriff von Zand, ursprünglich die Bezeichnung von Zarathustras Kommentar zum Avesta, die aber dann auch für allegorische Auslegungen desselben verwendet wurden. Wann immer jemand etwas, das im Widerspruch zum Avesta stand, in ihre Religion eingeführt und sich einer solchen allegorischen Auslegung zugewandt habe, habe man ihn einen zandī genannt. Die Araber, fährt er fort, hätten dieses Wort von den Persern entlehnt und daraus zindīq gemacht. Nach Abū Saʿd as-Samʿānī (gest. 1166) war Zand die Bezeichnung für Manis Buch Šābuhragān. Es sei deshalb so genannt worden, weil es die Auslegung (tafsīr) von Zarathustras Buch gewesen sei. Allerdings sind diese Erklärungen unhaltbar, da es keine Beweise dafür gibt, dass die Manichäer ein eigenes Zand hervorbrachten oder ihre Religion als allegorische Interpretation des Avesta betrachteten.
Andere muslimische Gelehrte übertrugen diese Erklärung auf den zoroastrischen Reformer Mazdak und die Mazdakiten. So liest man bei dem ostiranischen Gelehrten al-Chwārazmī (gest. nach 976), der am Hof der Samaniden in Buchara tätig war, es sei Mazdak gewesen, der ein Buch herausbrachte, das er Zand nannte und von dem er behauptete, dass es die Deutung des Avesta enthielt. Aufgrund dessen habe man den einzelnen seiner Anhänger zandī genannt, was dann in der Form zindīq in die arabische Sprache übernommen worden sei. Al-Bīrūnī schloss sich dieser Erklärung in seinem Werk al-Āṯār al-bāqiya an und behauptete, dass die Bezeichnung zindīq ursprünglich Mazdakiten und Churramiten bezeichne und auf die Manichäer nur „im übertragenen und metaphorischen Sinn“ (ʿalā ṭarīq al-maǧāz wa-l-istiʿāra) bezogen werde. Die ursprünglichen Zindīqen waren also nach al-Chwārazmī und al-Bīrūnī die Mazdakiten. Dass dies falsch ist, ergibt sich jedoch daraus, dass das Wort Zandyki bereits von Kartir, also 300 Jahre vor der Zeit Mazdaks, verwendet wurde.
Nach dem heutigen Forschungsstand ist das mittelpersische Wort zandīk vom aramäischen zaddīqa („gerecht“, pl. zaddīqē) abgeleitet. Dieser Begriff, der ursprünglich nur die „Auserwählten“, also die Vollmitglieder der manichäischen Gemeinschaft, bezeichnete, wurde schon in der vorislamischen christlichen Literatur, so bei Ephräm dem Syrer, für die Manichäer insgesamt verwendet. Diese Namensform wurde offensichtlich schon in vorislamischer Zeit in das Mittelpersische entlehnt, wobei -dd- infolge von Dissimilation durch -nd- ersetzt wurde. Demnach ist zindīq die persianisierte und später arabisierte Form des aramäischen Namens, der ursprünglich nur für die vollständig eingeweihten Mitglieder des Manichäismus verwendet wurde.

## Die Zindīqen-Verfolgung unter den frühen Abbasiden
At-Tabarī berichtet, dass der Kalif al-Mahdī im Jahre 779/80 seinen Muhtasib ʿAbd al-Dschabbār aussandte, um die von dem erfolglosen Aufstand al-Muqannaʿs übriggebliebenen Zindīqen herbeizubringen, und sie anschließend kreuzigen und ihre Bücher zerschneiden ließ. Nach einem Bericht, den Abū l-Faradsch al-Isfahānī (gest. 967) zitiert, diente ʿAbd al-Dschabbār dem Kalifen als Zindīqen-Inquisitor (ṣāḥib al-zanādiqa) und verprügelte in dieser Funktion den Dichter Baschschār ibn Burd. Im Jahr 782/83 wurden Dāwūd ibn Rauh, Ismāʿīl ibn Sulaimān, Muhammad ibn Aiyūb al-Makkī und Muhammad ibn Taifūr wegen Zandaqa verhaftet. Nachdem sie gestanden hatten, forderte al-Mahdī sie zur Tauba auf und ließ sie gehen. Dāwūd ließ er dagegen seinem Vater Rauh ibn Hātim bringen, der damals Gouverneur von Basra war, mit der Aufforderung, seinen Sohn zu züchtigen. In demselben Jahre wurde ʿAbdallāh, der Sohn des Wesirs ʿUbaidallāh der Zandaqa bezichtigt und vor den Kalifen geführt. Von dem Dichter Ibrāhīm ibn Sayāba, der der Zandaqa bezichtigt und deswegen verhaftet worden war, ließ der Kalif die Bücher herbeischaffen, um anhand ihrer den Zandaqa-Vorwurf zu überprüfen, fand darin aber nichts Verdächtiges. Nach seiner Entlastung beschäftigte er den Dichter als Sekretär. Als schließlich doch einige Beweise auftauchten, die die Anschuldigung stützten, entließ er den Dichter.
Im Jahre 783/84 verstärkte al-Mahdī die Suche nach den Zindīqen und ihre Verfolgung in den verschiedenen Regionen und setzte als Sonderinquisitor für sie den früheren Muhtasib ʿUmar al-Kalwādhī ein. Zu denen, die wegen Zandaqa verhaftet wurden und gestanden, gehörte Yahyā ibn al-Faid, der Sekretär von al-Mansūr, doch gelang ihm die Flucht aus dem Gefängnis. Nach al-Kalwādhīs Tod im folgenden Jahr übernahm ein gewisser Muhammad ibn ʿĪsā Hamdawaih das Amt des Zindīqen-Inquisitors, und der Kalif ließ eine Anzahl von Zindīqen in Bagdad töten. Wenn ein Zindīq dem Kalifen vorgeführt wurde, forderte ihn dieser zur Tauba auf. Wenn der Zindīq sich weigerte, wurde er enthauptet und an ans Kreuz gehängt. Al-Mahdī soll auch seinem Sohn und Thronfolger al-Hādī eingeschärft haben, in gleicher Weise mit den Zindīqen zu verfahren.
Als al-Mahdī im Juli 785 starb und al-Hādī ihm nachfolgte, setzte dieser die Verfolgung der Zindīqen fort und verschärfte sie noch. Er ließ von ihnen eine Anzahl hinrichten, darunter Yazdān ibn Bādhān, den Sekretär von Yaqtīn, und dessen Sohn ʿAlī ibn Yaqtīn. Al-Hādī ließ letzteren hinrichten und seine Leiche ans Kreuz hängen. Im selben Jahr wurde der Hāschimide Yaʿqūb ibn al-Fadl, der mit den Aliden sympathisierte und den Hasaniden-Aufstand von Muhammad an-Nafs az-Zakīya unterstützt hatte, erdrosselt. Er war zusammen mit einem anderen Hāschimiden schon während der Herrschaft von al-Mahdī wegen Zandaqa verhaftet worden und hatte gestanden. Al-Mahdī konnte die beiden nicht töten, weil er an einen Eid gebunden war, während seiner Herrschaft keine Hāschimiden zu töten. Er gab jedoch eine dahingehende Empfehlung an seinen Sohn al-Hādī. Dieser ließ nach seinem Herrschaftsantritt Yaʿqūb ibn al-Fadl erdrosseln. Der andere Hāschimide Dāwūd ibn ʿAlī war schon vorher im Gefängnis gestorben. Die Ehefrau Yaʿqūbs und seine Tochter, die von ihm schwanger war, gestanden vor dem Kalifen ebenfalls ihr Zindīqentum und wurden im Gefängnis gefoltert und getötet. Nach zehn Monaten seiner Herrschaft soll al-Hādī 1000 Palmstämme für die Hinrichtung der Zindīqen angefordert und gelobt haben: „Bei Gott, wenn es mir gewährt wird zu leben, werde ich diese ganze Sekte ausrotten, so dass von ihnen nicht einmal ein Auge übrig bleibt, das sehen kann.“ Allerdings starb er schon zwei Monate später.
Der Kalif Hārūn ar-Raschīd (reg. 786–809) verfolgte nach seiner Thronbesteigung einen weniger scharfen Kurs gegenüber den Zindīqen, so dass diejenigen, die geflohen waren oder sich versteckt hatten, wie Yūnus ibn Farwa und Yazīd ibn Faid wieder auftauchen konnten. Allerdings wurde die Verfolgung der Zindīqen nicht eingestellt. So blieb der Zindīqen-Inquisitor Muhammad ibn ʿĪsā Hamdawaih noch einige Zeit im Amt, bis ihn ar-Raschīd durch den Zubairiden Muhammad ibn ʿUrwa ersetzte. Einige der späteren Quellen berichten von der Verfolgung einer großen Zahl der Zindīqen durch ar-Raschīd. Auch Hārūns barmakidischer Wesir Yahyā ibn Chālid, der später selbst der Ketzerei beschuldigt wurde, war an der Verfolgung von Zindīqen beteiligt. Ibn al-Abbār (gest. 1258) berichtet, dass ihn der Kalif nach Harran schickte, damit er die dort befindlichen Zindīqen tötete. Abū r-Rabīʿ Muhammad ibn Laith, ein Schützling und Kalām-Gelehrter der Barmakiden, verfasste eine Widerlegung der Zindīqen (Radd ʿalā z-zanādiqa), wurde aber selbst auch des Zindīqentums bezichtigt, möglicherweise, weil er einen manichäischen Hintergrund hatte.
Nach dem Tode Hārūn ar-Raschīds ist das Amt des Zindīqen-Inquisitors nicht mehr belegt. ِAllerdings gab es im Jahre 810 noch ein Zindīqen-Gefängnis. In diesem saß auch einige Zeit der libertine Dichter Abū Nuwās ein.

## Religiöse Gruppen, die als Zindīqen bezeichnet wurden

### Manichäer
Der Kalif al-Mahdī soll seinem Sohn die Zindīqen folgendermaßen beschrieben haben:

„Sie sind eine Sekte, die die Menschen zu äußerlich guten Taten auffordert, wie etwa die Vermeidung von schamlosen Handlungen (fawāḥiš), den Verzicht auf das Diesseits und das Handeln für das Jenseits. Sie bringt sie dazu, sich aus Enthaltsamkeit und zur Vermeidung von Sünden das Fleisch zu verbieten, nur reines Wasser zu berühren und auf das Töten von Ungeziefer zu verzichten. Von dort aus führt sie sie zur Verehrung der beiden Prinzipien, von denen das eine das Licht und das andere die Dunkelheit ist. Sodann erlaubt sie ihnen, ihre Schwestern und Töchter zu heiraten, sich mit Urin zu waschen und unterwegs Säuglinge zu stehlen, um sie vor dem Irrtum der Dunkelheit zu retten und sie zur Rechtleitung des Lichts zu führen.“

Die Zindīqen werden an derselben Stelle als Anhänger Manis (aṣḥāb Mānī) identifiziert und viele der hier gegebenen Beschreibungen entsprechen dem, was über den Manichäismus bekannt ist. Bei Säuglingsraub, Heirat mit Schwestern und Töchtern und Waschung mit Urin handelt es sich aber wahrscheinlich um unbegründete Anschuldigungen bzw. Verwechselungen mit zoroastrischen Bräuchen. Ehen mit Schwestern und rituelle Waschungen sind für den Zoroastrismus belegt.
Al-Dschāhiz erörterte in seinem Kitāb at-Tarbīʿ wa-t-tadwīr, warum die Anhänger aller Religionen einen Staat und Herrscher besäßen, nur die Zindīqen nicht, und warum alle vorhergehenden Nationen sie verfolgt hätten. von al-Jähiz (hrsg. Ch. Pellat, S. 77), wo erörtert wird, warum jede Religionsgemeinschaft außer den Zanädiga einen Staat und ein Königreich gründete und warum alle vorhergehenden Nationen sie verfolgten. Dies wird auf die Natur ihrer Religion zurückgeführt, die sich gegen Töten und Gewalt richtet. Al-Dschāhiz hatte bei diesen Aussagen sicherlich den Manichäismus vor Augen.
Nach Ibn Nubāta (gest. 1366) bestand eine der Methoden, die der Zindīqen-Inquisitor verwendete, um die Zugehörigkeit einer Person zu den Zindīqen zu prüfen, daraus, dass er sie dazu aufforderte, auf ein Porträt Manis zu spucken. Wenn sie dazu nicht bereit waren, wurden sie hingerichtet. Als Abū Nuwās wegen Zandaqa verhaftet wurde, wurde er ebenfalls aufgefordert, auf ein Porträt von Mani zu spucken, und ging noch einen Schritt weiter, indem er sich einen Finger in den Hals steckte, um auf das Bild zu erbrechen, was ihm aber nicht gelang. Die Zindīqen, denen al-Mahdī den Prozess machte, weigerten sich meistens, ihre Religion zu verleugnen, weil sie die Taqīya für verboten hielten.

### Angehörige islamischer Sekten
Im späten 8. Jahrhundert wurden die Anhänger des churramitischen Rebellen al-Muqannaʿ als Zindīqen bezeichnet. Der Herater Hadith-Gelehrte ʿUthmān ibn Saʿīd ad-Dārimī (gest. 894) war der Auffassung, dass die Dschahmiten, also die Anhänger von Dschahm ibn Safwān, die schlimmsten Zindīqen seien. Sie seien schlimmer gewesen als die Munāfiqūn, weil jene zwar den Gottesgesandten und den Islam verleugnet, sich aber immerhin zu Gott und seiner Herrlichkeit bekannt hätten. Demgegenüber würde der Zindīq Gott aller seiner Eigenschaften berauben sowie die Gesandten und heiligen Bücher allesamt ablehnen. Im Islam gebe es keine anderen Zindīqen als diese Dschahmiten. Im Verborgenen würden sie nämlich der Lehre der quraischitischen Beigeseller folgen, die dem Propheten entgegengehalten hätten, dass das, was er predige, eine reine Erfindung (iḫtilāq; Sure 38:7) oder Fabeln der Altvorderen (asāṭīr al-auwalīn; Sure 6:25) seien. In einer Version des Sekten-Hadith, die auf den Traditionarier Muʿādh ibn Yāsīn az-Zaiyāt zurückgeführt werden, werden die Zindīqen mit den Qadariten gleichgesetzt. Nach Al-Bīrūnī (gest. 1048) wurden auch die Bātiniten als Zindīqen bezeichnet, wegen der Ähnlichkeit ihrer Mittel bei der Auslegung des äußeren Sinns der heiligen Schriften.

### Dahriten
Der kufische Philologe Thaʿlab (gest. 904), der sich des persischen Ursprungs des Wortes zindīq bewusst war, meinte, dass diejenigen, die von der Allgemeinheit so genannt wurden, von den Arabern als Mulhid oder Dahriten bezeichnet würden. Auch Abū l-ʿAlāʾ al-Maʿarrī (gest. 1057) meinte, dass Zandaqa und Dahrīya gleichbedeutend seien, wobei er erklärt, dasse nach dieser Lehre keine Prophetie und keine offenbarten Bücher gibt. Zandaqa ist nach ihm eine alte Krankheit (dāʾ qadīm), die die Menschheit schon von ihren Anfängen begleitet. Nach al-Masʿūdī (gest. 956) waren Zindīqen solche Personen, die an die Vorewigkeit (qidam) der Welt glaubten und ihre Erschaffung leugneten.

### Die fünf Zindīqen-Gruppen al-Malatīs
Der schafiitische Gelehrte Abū l-Husain al-Malatī (gest. 987) teilte die Zindīqen in fünf Gruppen ein:
- die „Entäußerer“ (Muʿaṭṭila), die behaupten, dass die Dinge geschehen, ohne dass es eine Schöpfung gibt, und auch in Abrede stellen, dass sie einen Schöpfer (mukauwin) und Planer (mudabbir) haben,
- die Manichäer (Mānawīya), die behaupten, dass es zwei Götter gibt, den Erschaffer des Guten, des Lichts und des Glanzes und den Erschaffer des Bösen, der Dunkelheit und des Unglücks,
- die Mazdakiten (Mazdakīya), die behaupten, dass Gott die Welt für Adam erschaffen hat und seine Nachkommen sie von ihm kollektiv geerbt haben, ohne dass ein Unterschied zwischen ihnen besteht, so dass alle Menschen das gleiche Recht darauf haben,
- die ʿAbdakiten (ʿAbdakīya), die behaupteten, dass mit Ausnahme des Existenzminimums (qūt) die Güter des Diesseits verboten seien, seitdem die Welt nicht mehr von einem gerechten Herrscher regiert werde,[41] und
- die Spiritualisten (Rūḥānīya), die behaupten, dass ihre Geister in das Reich der Himmel schauen, dort die Paradiesgärten erblicken und mit den Huris verkehren. Diese Gruppe gliederte sich in vier Untergruppen.[42]

## Irreligiöse Haltungen und Verhaltensweisen, für die der Begriff verwendet wurde

### Innerer Unglaube
Ab Ende des 8. Jahrhunderts wurde der Begriff Zindīq auch allgemein für Muslime verwendet, die ihren Glauben nicht mit Überzeugung lebten. Der medinische Rechtsgelehrte Mālik ibn Anas (gest. 792) betrachtete solche Personen als Zindīqen, die „im Geheimen den Unglauben zu erkennen geben, aber öffentlich den Islam bekunden“ (yusirrūn al-kufr wa-yuʿlinūn bi-l-Islām). Nach dem maturiditischen Gelehrten ʿAlāʾ ad-Dīn al-Buchārī (gest. 1437) wird derjenige als Zindīq bezeichnet, der das Prophetentum Mohammeds anerkennt und die Riten des Islams nach außen hin verrichtet, in seinem Inneren aber Glaubenslehren anhängt, die nach übereinstimmender Ansicht Unglaube sind.
Al-Ghazālī (gest. 1111) unterschied später zwischen absoluter Zandaqa (zandaqa muṭlaqa) und eingeschränkter Zandaqa (zandaqa muqayyada). Absolute Zandaqa lag für ihn dann vor, wenn jemand den Grundsatz des Lebens nach dem Tode rational und sinnlich abstritt und auch einen Schöpfer der Welt grundsätzlich und gereadeheraus abstritt. Wenn dagegen das Leben nach dem Tode rational anerkannt und nur die sinnlichen Schmerzen und Genüsse abgestritten wurden und wenn der Schöpfer anerkannt wurde und nur dessen Wissen um die Einzelheiten der Dinge abgestritten wurde, lag eine eingeschränkte Zandaqa vor, insofern als bei ihr die Aufrichtigkeit der Propheten gewissermaßen anerkannt wurde. Auf Personen, die diese eingeschränkte Form von Zandaqa zeigten, traf nach al-Ghazālī das überlieferte Prophetenwort zu: „Meine Umma wird sich in über 70 Sekten spalten, von denen alle ins Paradies eingehen werden, außer einer, nämlich die Zindīqen“. Personen, bei denen absolute Zandaqa vorlag, standen seiner Meinung nach jedoch außerhalb der islamischen Umma. Bei dem von al-Ghazālī zitierten Prophetenwort handelt es sich um eine Version des bekannten Sekten-Hadith, die auf den sonst unbekannte Traditionarier Muʿādh ibn Yāsīn az-Zaiyāt zurückgeführt wird.

### Lasterhaftigkeit und Ausschweifung
Einer der ersten Belege für diese Bedeutung des Begriffs ist ein Gedicht von Baschschār ibn Burd, in dem dieser den Kalām-Gelehrten Ibn Abī l-ʿAudscha' wegen seiner Vernachlässigung des Gebets und des Fastens und seiner Hingabe an Wein und Ausschweifung fragte, ob er ein Hanīf, also ein vollwertiger Muslim, oder ein Zindīq sei.  Der kufische Qādī Scharīk an-Nachaʿī (gest. 794) soll, als er von dem Kalifen al-Mahdī nach den Kennzeichen für Zandaqa befragt wurde, das Fernbleiben vom Freitagsgebet und das Trinken berauschender Getränke genannt haben bzw. das Trinken von Alkohol (šurb al-ḫamar), die Bestechlichkeit (ar-rišā fī l-ḥukm) und die Inanspruchnahme von Prostituierten (mahr al-baġīy). Allerdings steht diese Aussage im Kontext seiner Rivalität zu dem Wesir Ibn Abī Farwa (gest. 786), dem er genau dieses Verhalten zur Last legte.
Der Bagdader Philologe Muhammad Ibn Habīb (gest. 860) listet in seinem Buch al-Muḥabbar eine ganze Anzahl von quraischitischen Gegnern des Propheten Mohammed auf, die Zindīqen gewesen sein sollen, darunter Abū Sufyān ibn Harb und an-Nadr ibn al-Hārith. Ibn Qutaiba (gest. 889) gibt in seinem Kitāb al-Maʿārif an, dass die vorislamischen Quraisch das Zindīqentum aus der Stadt al-Hīra übernommen hätten. Die Tatsache, dass Zandaqa bei Ibn Qutaiba neben anderen spezifischen Religionen erwähnt wird, wurde von einigen Wissenschaftlern wie Tor Andræ dahingehend verstanden, dass das Wort hier ebenfalls in der Bedeutung „Manichäismus“ verwendet wird und diese Religion schon im vorislamischen Mekka verbreitet war. Melhem Chokr hält dies jedoch für unwahrscheinlich und vermutet, dass der Begriff zindīq lediglich verwendet wurde, um eine bestimmte negative Haltung zu kennzeichnen, die Lasterhaftigkeit, Ungläubigkeit und ein fremdes religiöses Element einschließt.

### Spott über die Religion und Esprit
In vielen Fällen bildete Spott über die Religion den Auslöser für Zandaqa-Bezichtigungen. Das Vergehen von ʿAlī ibn Yaqtīn, der von al-Hādī als Zindīq hingerichtet wurde, bestand zum Beispiel darin, dass er sich beim Haddsch über die Leute lustig gemacht hatte, die in eilendem Schritt die Kaaba umkreisten, und sie mit Kühen verglichen hatte, die in der Tenne das Getreide dreschen. Als al-Mahdī den umaiyadischen Dichter Ādam ibn ʿAbd al-ʿAzīz mit 300 Peitschenhieben zum Geständnis zwingen wollte, dass er ein Zindīq sei, war der Grund dafür, dass ihm vorher ein Vers von dem Dichter rezitiert worden war, den er als blasphemisch empfand. Der Dichter redete sich damit heraus, dass es für einen Quraischiten nicht möglich sei, ein Zindīq zu sein. Er setzte dabei wahrscheinlich voraus, dass Zandaqa nur bei jemandem möglich ist, der iranischer Abstammung ist. Der Dichter Abū Nuwās wurde deswegen dem Zindīqen-Inquisitor gegenübergestellt, weil er beim Abendgebet in der Moschee auf die Rezitation des Imam von Sure 109:1 „Sag: Ihr Ungläubigen!“ spöttisch geantwortet hatte: „Zu Deinen Diensten!“ (labbaika).
Ahmad ibn Kāmil asch-Schadscharī (gest. 961), der den umayyadischen Kalifen al-Walīd ibn Yazīd als Zindīqen einordnete, führte zum Beweis eine Anekdote an, der zufolge der Kalif eines Tages ein Koranexemplar aufgeschlagen und darin die Aussage „Sie baten um Entscheidung, doch jeder hartnäckige Gewaltmensch scheiterte“ (Sure 14:15) gefunden hatte. Daraufhin habe er das Koranexemplar zum Zielobjekt gemacht und so lange mit Pfeilen beschossen, bis er es zerrissen hatte, wobei er die Verse rezitierte:
أَتوعِدُ كُلَّ جَبّارٍ عَنيدٍ

فَها أَنا ذاكَ جَبّارٌ عَنيدُ

فإنْ لاقَيتَ رَبَّكَ يَومَ حَشرٍ

قُل يا رَبِّ خَرِّقَني الوَليدُ
A-tūʿidu kulla ǧabbārin ʿanīd

fa-hā anā ḏāka ǧabbārun ʿanīd

Fa-in lāqaita rabbaka yauma ḥašrin

qul yā rabbi ḫarraqanī l-Walīd
Drohst du etwa jedem hartnäckigem Gewaltmensch,

siehe da, der hartnäckige Gewaltmensch bin ich,

Wenn du deinen Herrn am Tag der Auferstehung triffst,

sprich: O Herr, der Walīd hat mich zerfetzt.
Zweifel an Dogmen zu äußern und religiöse Handlungen zu verspotten, galt in der frühen Abbasidenzeit aber auch als Zeichen von Intelligenz und Witz. Der „Esprit der Zindīqen“ (ẓarf az-zanādiqa) wurde sogar sprichwörtlich, so dass man über denjenigen, den man für besonders geistreich hielt, sagte: „Er ist geistreicher als der Zindīq“ (huwa aẓraf min az-zindīq). Verschiedene Dichter gaben sogar vor, Zindīqen zu sein, um als geistreich zu gelten. Dieses Verhalten warf auch der satirische Dichter Ibn al-Munādhir (gest. 813) seinem Dichterkollegen Muhammad ibn Ziyād al-Hārithī vor, als er ihn mit den Worten ansprach:
يا ابنَ زيادٍ يا أَبا جعفرٍ

أظهرتَ ديناً غيرَ ما تُخفي

مُزَنْدَق الظاهِر باللفظِ في

باطِنٍ إسلامُ فتًى عفِّ

لسْتَ بزِنْديقٍ ولكنّما

أَرَدْتَ أَن تُوسَم بالظَّرْفِ
Yā Bna Ziyādin, yā Abā Ǧaʿfarin

aẓharta dīnan ġaira mā tuḫfī

Muzandaqu ẓ-ẓāhiri bi-l-lafẓi fī

bātinin islāmu fatan ʿaffi

Lasta bi-zindīqin wa-lakinnamā

aradta an tūsama bi-ẓ-ẓarfi
O Ibn Ziyād, o Abū Dschaʿfar,

du hast eine andere Religion gezeigt als die, die du verbirgst,

Nach außen hin im Wort gibst du dich als Zindīq, im

Inneren aber befindet sich der Islam eines keuschen Knaben.

Du bist kein Zindīq, vielmehr

willst Du, dass man dich geistreich nennt.
Die Tatsache, dass einige Dichter, die sich als Zindīqen ausgaben, in Wirklichkeit geistlose und unbegabte Dichter waren, wird von einem anonymen satirischen Dichter kritisiert, den ath-Thaʿālibī zitiert:
تزندق معلِنًا ليقولَ قومٌ

إذا ذكَرُوه زنديقُ ظريفُ

فقد بقِي التزندقُ فيه وسمًا

وما قيل الظريفُ ولا اللطيفُ
Tazandaqa muʿlinan li-yaqūla qaum

iḏā ḏakarūh zindīqun ẓarīf

Fa-qad baqiya z-zindīqu fīhi wasman

wa-mā qīla ẓ-ẓarīfu wa-lā l-laṭīf
Öffentlich spielte er den Zindīq, damit die Leute sagten,

wenn sie ihn erwähnten: „Ein geistreicher Zindīq“.

Er wurde tatsächlich als Zindīq abgestempelt,

aber man sagte nicht „der Geistreiche“ oder „der Elegante“.

## Einzelpersonen, die für Zindīqen gehalten wurden
Al-Dschāhiz (gest. 869) bietet in seinem Kitāb al-Ḥayawān unter dem Titel Ḏikr baʿd az-zanādiqa („Erwähnung einiger Zindīqen“) eine Liste von 13 Zindīqen, die „fest miteinander verbunden waren, als ob sie eine Seele wären“ (yatawāṣalūn wa-kaʾannahum nafs wāḥida). Die Liste enthält die Namen einiger satirischer Dichter, die als Zindīqen bekannt waren. Unter ihnen waren die drei Hammāds, Hammād ibn ʿAdschrad, Hammād ar-Rāwiya und Hammād ibn Zibarqān besonders bekannt. Sie werden auch in der Dichteranthologie von Ibn al-Muʿtazz (gest. 908) erwähnt. Ibn al-Muʿtazz schreibt, dass die Menschen, wenn sie einen von ihnen sahen, schrien: „Ein Zindīq! Tötet ihn!“ Al-Hasan ibn Mūsā an-Naubachtī nennt den Literaten Ibn al-Muqaffaʿ (gest. 759) einen Zindīqen.
Ibn an-Nadīm (gest. 995), der in seinem Fihrist einen umfassenden und wertvollen Bericht über den Manichäismus liefert, schließt an diesen Bericht eine Liste mit Kalām-Gelehrten und Dichtern an, „die sich nach außen zum Islam bekannten, aber innerlich der Zandaqa anhingen“ (allaḏīna yuẓhirūn al-Islām wa-yubṭinūn az-zandaqa) sowie eine zweite Liste mit Herrschern und Anführern, die der Zandaqa beschuldigt wurden. In der ersten Liste führt er unter anderen den Doxographen Abū ʿĪsā al-Warrāq an, in der zweiten Liste nennt er die Barmakiden und führt außerdem aus, dass man auch den abbasidischen Kalifen al-Ma'mūn für einen Zindīqen gehalten habe.
Adh-Dhahabī (gest. 1359) zitiert Ibn al-Dschauzī (gest. 1200) mit der Aussage, dass drei Personen die Haupt-Zindīqen des Islam gewesen seien, nämlich Ibn ar-Rāwandī, Abū Haiyān at-Tauhīdī und Abū l-ʿAlāʾ al-Maʿarrī. Am schlimmsten für den Islam sei Abū Haiyān gewesen, weil die beiden anderen ihre Ansichten ganz offen geäußert hätten, er sich aber nicht deutlich ausgedrückt habe.

## Die Beurteilung der Zindīqen im islamischen Recht
Abū Hanīfa (gest. 767) unterschied bei der Frage der Behandlung von Zindīqen drei verschiedene Arten von ihnen:
- Denjenigen, die ursprünglich Zindīqen waren und Schirk übten, sollte man die Dschizya abnehmen und sie in ihrem Glauben belassen, wenn sie zu den Nichtarabern gehörten.
- Denjenigen, die als Muslime waren und zur Zandaqa übergingen, sollte angeboten werden, zum Islam zurückzukehren. Wenn sie das taten, war die Sache erledigt, ansonsten sollten sie getötet werden. Das, was sie nach ihrem Abfall vom Islam erworben hatten, sollte als Fai' an die Muslime fallen.
- Dhimmīs, die zur Zandaqa übergingen, sollten in ihrem Zustand belassen werden.[69]

Das Urteil der anderen islamischen Rechtsgelehrten gegenüber Zindīqen war zum Teil härter als gegenüber Apostaten. Mālik ibn Anas (gest. 792) war der Auffassung, dass Zindīqen direkt getötet werden müssten, ohne dass man ihnen Gelegenheit zur Tauba gebe, weil sie ihren Unglauben verheimlichten. Nach einem Bericht, den al-Chatīb al-Baghdādī anführt, weigerte sich der Rechtsgelehrte Abū Yūsuf (gest. 798), mit einem Zindīq zu diskutieren, als ihn Hārūn ar-Raschīd dazu aufforderte. Er forderte den Kalifen seinerseits dazu auf, Schwert und Lederteppich für die Hinrichtung herbeiholen zu lassen und den betreffenden Mann vor die Alternative zu stellen, entweder den Islam anzunehmen oder enthauptet zu werden, weil man mit einem Mulhid nicht disputiere.
Ad-Dārimī überliefert mehrere Berichte, wonach schon ʿAlī ibn Abī Tālib Zindīqen getötet bzw. auf dem Scheiterhaufen verbrannt haben soll. Er selbst fällte dagegen ein milderes Urteil und äußerte die Auffassung, dass Zindīqen zunächst zur Tauba aufgefordert werden müssten, in der Weise, dass sie sich offen von ihrem Unglauben abwenden. Erst wenn sie das nicht täten und erneut Zeugen gegen sie aussagten, sollten sie getötet werden. Unerheblich sollte hierbei sein, ob sie im Geheimen eine andere Gesinnung hegten. Solange sie sich öffentlich zum Islam bekannten, sollte ihnen dies als Schutz (ǧunna) dienen. Bei diesem Urteil berief sich ad-Dārimī auf asch-Schāfiʿī (gest. 822), der eine Parallele zu den Munāfiqūn gezogen hatte, denen der Glaube ebenfalls als Schutz gedient habe, so dass der Propheten nicht ihre Tötung befahl.
Die Sicht der späteren hanafitischen Rechtsschule fasste der ägyptische Gelehrte Ibn al-Humām (gest. 1457) folgendermaßen zusammen:

„Was die Zindīqen betrifft, so haben sie gelehrt: Wenn sich der Zindīq stellt, bevor er ergriffen wird, mitteilt, dass er ein Zindīq ist und die Tauba vollzieht, wird diese angenommen. Wenn er aber ergriffen wird und dann die Tauba vollzieht, wird sie nicht angenommen, sondern er wird getötet, weil sie Batiniten sind, die im Gegensatz dazu an das Verborgene (al-bāṭin) glauben. Deswegen wird er (sc. der Zindīq) getötet und man nimmt von ihm nicht die Dschizya an.“

## Der Vorwurf der Hadith-Erfindung
Ein Vorwurf, der häufig den Zindīqen gemacht wurde, betrifft die Erfindung von Hadithen. So gibt es verschiedene Berichte darüber, dass mehrere Hundert oder sogar 12.000 Hadithe von Zindīqen gefälscht worden seien.